# گروه فرهنگی خوارزمی
گروه فرهنگی خوارزمی در سال ۱۳۳۹ توسط پرویز شهریاری و چهار نفر دیگر تأسیس شد که اغلب آنان فوت شده‌اند مانند امامی و ازگمی ولی به تدریج افراد دیگری هم به خوارزمی پیوستند.
پرویز شهریاری پس از مدتی از گروه فرهنگی خوارزمی جدا شد.
گروه فرهنگی خوارزمی به همراه گروه فرهنگی هدف، ارامنه و زرتشتیان اعضای اصلی انجمن ملی مدارس هماهنگ با ریاست احمد بیرشک را تشکیل می‌دادند.
ریاست احمد بیرشک بر این انجمن تا سال ۱۳۵۸ ادامه داشت.
پیش از انقلاب اسلامی، این گروه اقدام به برپایی نمایشگاه‌های متعدد نقاشی دان‍ش آم‍وزان در رده‌های سنی ۵ تا ۱۶ سال می‌کرد.
اولین کلاس کنکور در ایران در گروه فرهنگی خوارزمی شکل گرفت.
گروه فرهنگی خوارزمی دارای انتشاراتی بود که از آن جمله می‌توان از کتاب‌های زیر یاد کرد:
- م‍ع‍م‍اری ای‍ران‍ی‌ منتشر شده در سال ۱۳۴۶،
- م‍س‍ای‍ل م‍س‍اب‍ق‍ات ری‍اض‍ی (از ک‍ن‍ک‍وره‍ای ری‍اض‍ی ات‍ح‍اد ش‍وروی :)ش‍ام‍ل م‍س‍ائ‍ل ج‍ب‍ر، ح‍س‍اب، ه‍ن‍دس‍ه و م‍ث‍ل‍ث‍ات ب‍ا ح‍ل و ج‍واب‌ منتشر شده در سال ۱۳۴۷
- تست‌های کنکوربا جواب: علوم تجربی: شامل: فیزیک - شیمی - زیست‌شناسی منتشر شده در سال ۱۳۶۲

## رخدادهای پیش از انقلاب
در ۱۷ مهر ۱۳۵۷ تعدادی از دانش‌آموزان دختر گروه فرهنگی خوارزمی واقع در چهار راه پهلوی ضمن تجمع در مدرسه و خودداری از رفتن به
کلاس درس و دادن شعار و تهدید دانش‌آموزان دیگر تکلیف می‌نمایند به خاطر همبستگی با دانش آموزان دیگر مدارس، همگی بایستی لباس سیاه بپوشند و گرنه لباس آن‌ها را پاره خواهند کرد.

## پس از انقلاب اسلامی
مدرسه‌های خوارزمی پس از انقلاب با نام‌های دیگر به کار خود ادامه داد:
- دبیرستان شهید دکتر مفتح واقع در خیابان دانشگاه: در سال ۱۳۵۹ مرتضی ادیب یزدی رئیس این دبیرستان شد. پس از آن ادیب یزدی مسوول آموزش اداره زندان‌ها شد.[۱۱] اوایل سال ۵۸ هسته مرکزی انجمن اسلامی مدرسه تشکیل شد.[۱۲][۱۳] این دبیرستان امروزه به شکل هیئت امنایی اداره می‌شود.[۱۴]
- دبیرستان شهید مطهری واقع در جعفرآباد تجریش[۱۵]

## دانش‌آموختگان
در میان دانش‌آموختگان خوارزمی نام روزنامه‌نگار، فیلم‌ساز، تهیه‌کننده و مردان سیاسی و ورزشکار دیده می‌شود.
می‌توان از افرادی مانند
پروفسور مانوئل بربریان عضو آکادمی علوم نیویورک (زمین‌شناس و لرزه شناس)، 
دكتر پيام حيدرى استاد برجسته رشته مهندسى الكترونيك در دانشگاه كاليفرنيا،
دکتر بهرام مبشری معمار و شهرساز بین‌المللی مقیم نیویورک،
یزدان راد قهرمان پرورش اندام ایران
دکتر وحید اشتیاق، رتبه اول کنکور و موسس پژوهشکده حقوقی شهردانش، 
موسی کلانتری
و احمد توکلی ,
نام برد.